# Александер, Уилли
Уилли «Локо» Александер (англ. Willie "Loco" Alexander; род. 13 января 1943) — американский певец и клавишник, базирующийся в Глостере, штат Массачусетс.
Играл с Lost, Bagatelle и Grass Menagerie, прежде чем стать участником The Velvet Underground в конце 1971 года, присоединившись к другим коллегам по Grass Menagerie Дугу Юлу и Уолтеру Пауэрсу, заменив при этом ещё Стерлинга Моррисона, который ушёл, чтобы продолжить академическую карьеру.
С Velvet Underground Александр гастролировал по Англии, Шотландии и Нидерландах в поддержку тогдашнего альбома Loaded. После завершения тура 21 ноября 1971 года в Гронингене группа планировала начать запись нового альбома, но менеджер Стив Сесник отправил всю группу, кроме Юла, домой, предположительно, чтобы сохранить максимальный контроль над продуктом (получившийся альбом был Squeeze, выпущенный в 1973 году) и фактически положил конец времени пребывания Александера в группе.
После ухода из Velvet Underground он занимался как сольной карьерой, так и со своей группой Boom Boom Band, которая продолжается и по сей день. Между тем, Александер объединился с Пауэрсом, чтобы в 1982 году совершить тур по Франции для французского панк-лейбла New Rose Records.
Сингл Александера 1975 года «Kerouac» был перепет Тимом Пресли на альбоме The Wink (Drag City, 2016), а другой его сингл 1980 года «Gin» группой Luna на кавер-альбоме A Sentimental Education (Double Feature, 2017).
В 1994 году Уилли озвучил местный фильм « Мидл-стрит», снятый другим уроженцем Глостера, независимым кинорежиссёром Генри Феррини. Также Уилли написал много песен для саундтреков к другим фильмам Генри.
В 2016 году группа Willie Alexander and the Fishtones выпустила альбом I’ll Be Goode (Fisheye Records).

## Альбомная дискография

### Сольная
- Solo Loco (1981 — New Rose Records)
- Taxi-Stand Diane (EP) (1984 — New Rose Records)
- Greatest Hits (1985 — Fan Club/New Rose Records)
- Tap Dancing on My Piano (1986 — New Rose Records)
- The Dragons Are Still Out (1988 — New Rose Records)
- Fifteen Years of Rock & Roll with Willie Alexander (1991 — Fan Club/New Rose Records)
- Willie Loco Boom Boom Ga Ga 1975—1991 (1992 — Northeastern Records)
- Private WA (1993 — Tourmaline Music)
- The Holy Babble (1996 — Tourmaline Music)
- Loco in Beantown (1999 — Tendolar)
- The New Rose Story 1980—2000 (4 CD’s BoxSet) (2001 — Last Call Records)
- Solo Loco Redux (2002 — Captain Trip Records)
- Vincent Ferrini’s[англ.] Greatest Hits (2009 — Fish Eye Records)

### Willie Alexander and the Persistence of Memory Orchestra
- Willie Alexander’s Persistence of Memory Orchestra (1993 — Accurate Records)
- The Persistence of Memory Orchestra: The East Main St. Suite (1999 — Accurate Records)

### Willie Alexander and the Boom Boom Band
- Sperm Bank Babies (1978 — Garage Records) (authorized bootleg)
- Willie Alexander and the Boom Boom Band (1978 — MCA Records)
- Meanwhile… Back in the States (1978 — MCA Records)
- Pass the Tabasco (1996 — Mau Mau Records) (reissue of the two first albums)
- Loco Live 1976 (2001 — Captain Trip Records)
- Dog Bar Yacht Club (2005 — Fish Eye Records)

### Willie Alexander and the Confessions
- Autre Chose (live, 1982 — New Rose Records)
- A Girl Like You (1982 — New Rose Records)

### The Fish Eye Brothers
- When the Swan was on the Boulevard (2009 — Fish Eye Records)

### С The Bagatelle
- The 11 p.m. Saturday LP (1968 — ABC Records)

### С The Lost
- Early Recordings, Demos, Acoustic and Live 1965—1966 (1996 — Arf! Arf! Records)
- Lost Tapes 1965-'66 (1999 — Arf! Arf! Records)

### С The Velvet Underground
- Final V.U. 1971-1973 (2001 — Captain Trip Records)